# Nut Mountain (Saskatchewan)
Nut Mountain (česky Ořešník) je rozložitý kopec v kanadské provincii Saskatchewan, nacházející se v kopcích Nut Hills. Hora a několik dalších blízkých zeměpisných útvarů je pojmenováno po divokých lískačích, které rostou roztroušeně po celé krajině. Řeka Assiniboine má v kopcích své zdrojnice.
Poblíž se také nachází samota, která pobírá své jméno od názvu kopce ve venkovské municipalitě Sasman No. 336. Ron Petrie, přispěvatel do novinového plátku Regina Leader-Post, vyrůstal blízko Nut Mountain.